# Cepillado de pavimentos
El cepillado de pavimentos es una técnica de conservación de pavimento que corrige una variedad de imperfecciones en su superficie, tanto en suelos de hormigón, como en pavimentos asfálticos. 
Esta técnica es especialmente utilizada en superficies de hormigón, en conjunción con otras técnicas de reparación de hormigón (RPH), tales como la estabilización de la losas, la reparación de espesor parcial y completo, la colocación de barras en cruz, la colocación de barras de traspaso de carga y el sellado de grietas. El cepillado restaura la calidad de un pavimento, mejorando la manejabilidad en éste, eliminando irregularidades superficiales de la superficie causados por la carga del tráfico y el desgaste natural que sucede con el tiempo. El cepillado genera una mejora significativa en la macrotextura superficial, aumentando el índice el fricción, la reducción del ruido y la seguridad y suavidad de un pavimento.